# Jan Cornelis Pieter Salverda
Jan Cornelis Pieter Salverda (Bolsward, 28 de juny de 1783 - Wons, Wûnseradiel 7 de març de 1836) fou un escriptor en frisó. Treballà com a mestre d'escola a Wons. La seva tràgica vida i la personalitat ha estat descrita pel seu amic i protector Joast Hiddes Halbertsma. La seva làpida modesta és trobar al cementiri de Wons. L'escola primària actual de Wons porta el nom del poeta.

## Obres
- Ytlijcke Friesche rymckes (Algunes rimes frisones, 1824)
- Hiljuwns uwren (L'hora del crepuscle, 1834)
- It samle dichtwurk (Recull de poesia, 1977)